# Perthshire

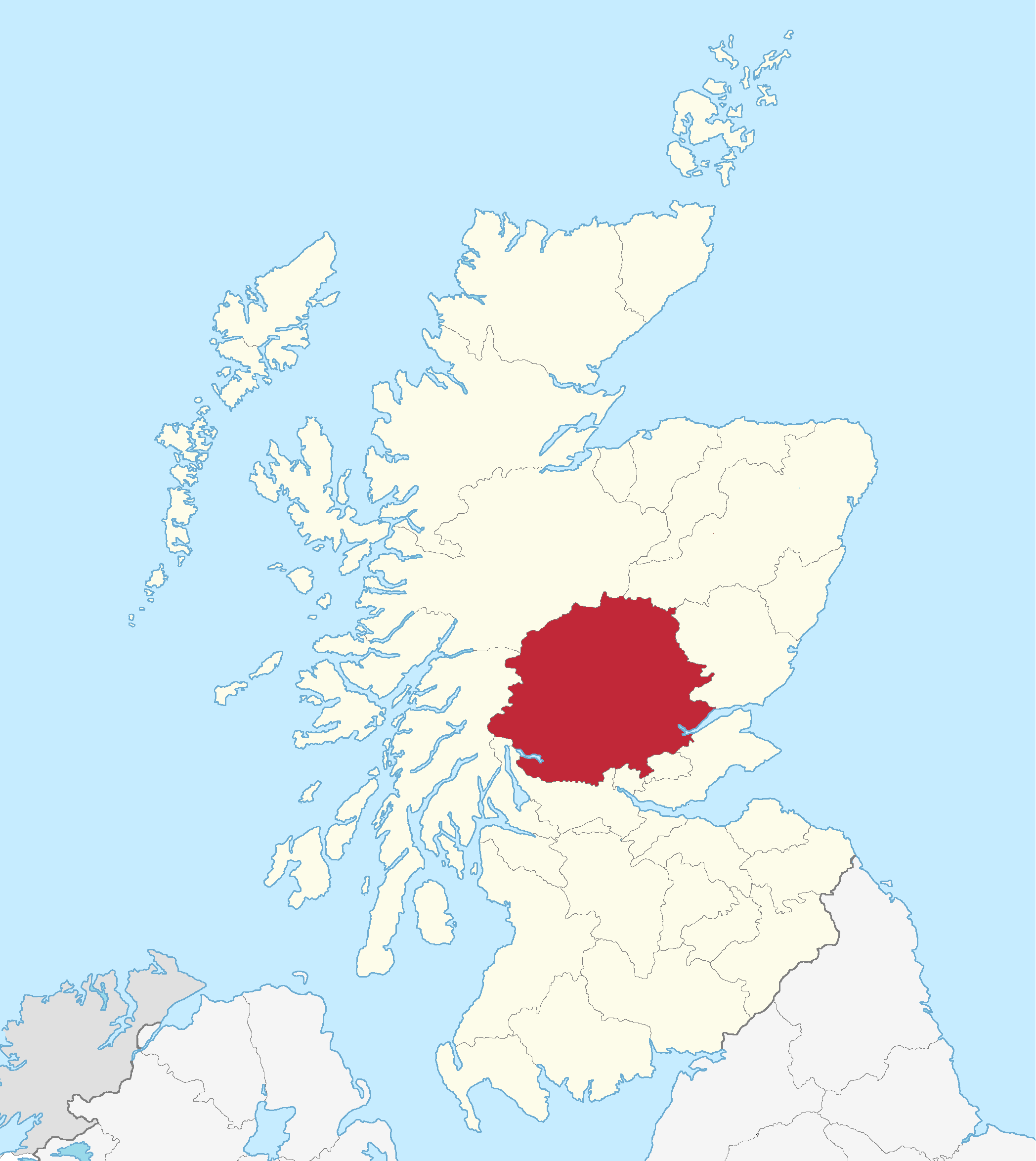
Perthshire markerat bland Skottlands historiska grevskap.

Perthshire, officiellt County of Perth, skotsk gaeliska: Siorrachd Pheairt, är ett historiskt grevskap i Skottland, med Perth som tidigare huvudstad. Området motsvaras sedan 1996 av delar av kommunerna Clackmannanshire, Perth and Kinross och Stirling. År 1975 upphörde området som administrativ enhet och fyller idag endast funktionen som ett så kallat Registration County som främst används inom markregistrering.